# Майкл Гембон
Сер Майкл Джон Гембон (англ. Michael John Gambon; нар. 19 жовтня 1940, Дублін, Ірландія — пом. 27 вересня 2023, Ессекс, Англія) — британський актор. Багаторазовий номінант премій «Еммі», «Золотий глобус», БАФТА та інших.
Після смерті Річарда Гарріса грав роль Альбуса Дамблдора у фільмах про Гаррі Поттера. Вершиною його акторської майстерності кінопреса вважає роль неврівноваженого гангстера в драмі Пітера Гріневея «Кухар, злодій, його дружина та її коханець» (1989).

## Біографія
Народився 19 жовтня 1940 року в Ірландії, у п'ятирічному віці переїхав до Англії.
Як актор здобув популярність після початку роботи в Британському національному театрі під керівництвом сера Лоуренса Олів'є. Тоді найкращими ролями Гембона стали ролі в постановках п'єс Алана Айкбурна. Найбільш відомим актора зробила участь у постановці «Життя Галілея» 1980-х років. Актора регулярно запрошували на сцену Королівського національного театру, де він зіграв таких персонажів, як Король Лір, Отелло і Марк Антоній.
Майкл Гембон був одним з найбільш шанованих британських акторів, від 1998 року він — командор ордена Британської імперії. У 2020 році зазначений у списку The Irish Times як один із найвеличніших акторів Ірландії.
Помер у 82-річному віці у лікарні після зупинки серця внаслідок пневмонії 27 вересня 2023 року.

## Особисте життя
Від 1962 року був одружений із математиком Енн Міллер, шлюб був закритий для публіки. Син Фергюс народився 1967 року.
Під час знімання фільму «Госфорд-парк» (2001) познайомив колег зі своєю новою пасією Філіппою Гарт, молодшою від Майкла Гембона на 25 років. Від 2004 року пара жила разом. У 2007 році народився син Майкл, 23 червня 2009 — другий син.

## Фільмографія
- 1973: Тільки ніч (Nothing but the Night) — інспектор Грант
- 1989: Кухар, злодій, його дружина та її коханець (The Cook, The Thief, His Wife & Her Lover) — Альберт Спіка
- 2012: Квартет (Quartet) — Седрік Лівінгстон
- 2016: Аве, Цезар! (Hail, Caesar!) — оповідач
- 2017: Будинок віце-короля (Viceroy's House) — Ісмей
- 2017: Пригоди Паддінгтона 2 (Paddington 2) — дядько Пастузо
- 2017: Вікторія та Абдул (Victoria and Abdul) — Лорд Солсбері